# Dominican Day Parade
El Desfile del Día Dominicano de la Ciudad de Nueva York es un desfile organizado por estadounidenses de origen dominicano. El evento empezó en 1982 como una celebración local con conciertos y eventos  culturales en la zona de Washington Heights de Manhattan. Organizado por dirigentes comunitarios estadounidenses-Dominicanos, el desfile se lleva a cabo anualmente en agosto en la 6.ª Avenida.. Desfiles similares también se llevan a cabo cada año en Haverstraw, Nueva York, Paterson, New Jersey, Boston, y a lo largo del  Grand Concourse en el Bronx.

## Desfile y Eventos relacionados
El desfile se lleva a cabo en la 6.ª Avenida  en  la Ciudad de Nueva York. La marcha comienza en el sur y continua hacia el norte, empezando en la calle 38.  
Una gala toma lugar el segundo viernes de agosto antes del desfile del domingo. Las ubicaciones de la gala varían. Visite dominicanparade.org por información. Una fiesta de entrega de becas tiene lugar en el otoño.

## Misión

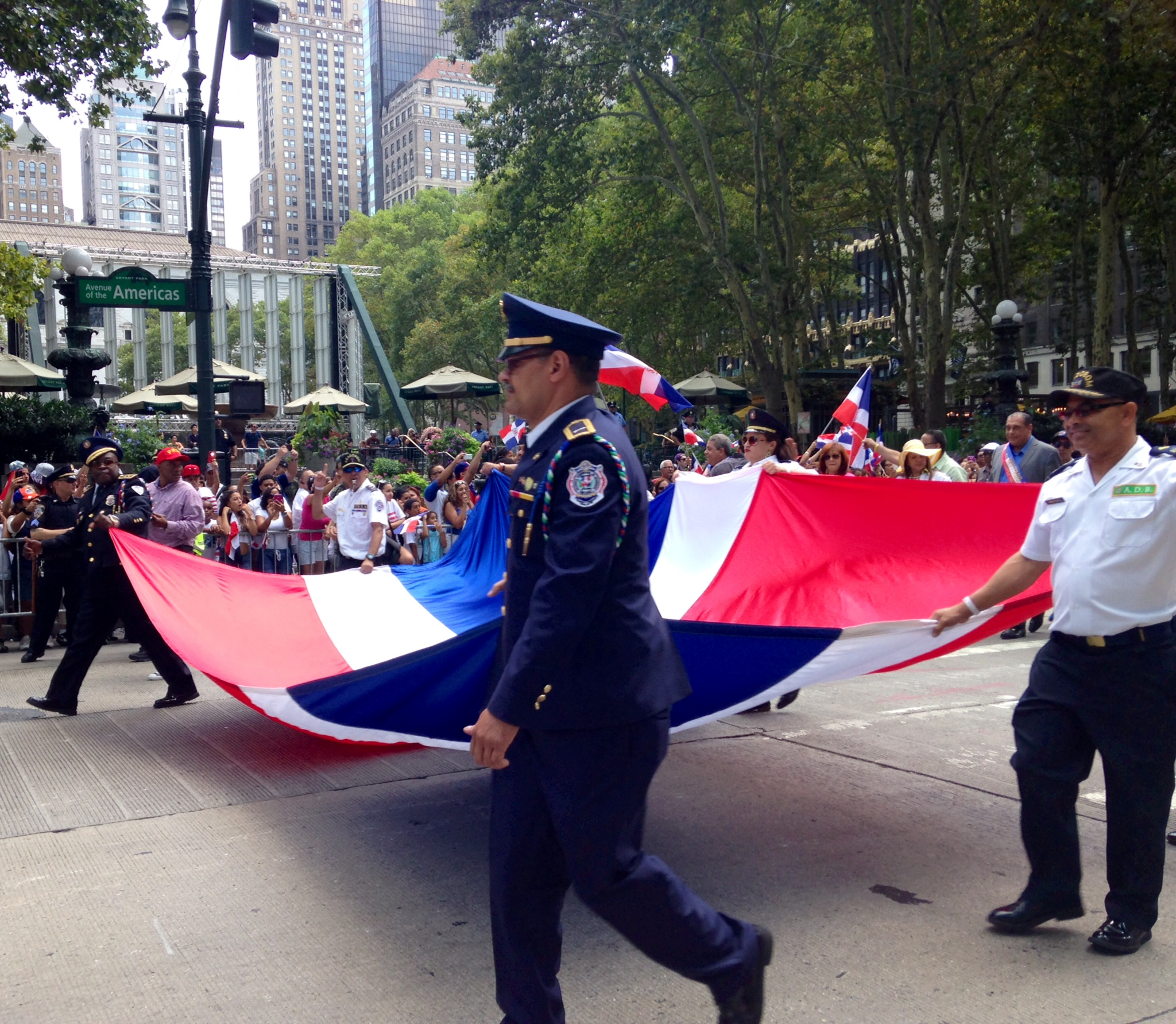
Desfile dominicano, 2014.

La recientemente creada Desfile del Día Dominicano Inc. es una organización sin fines de lucro 501 (c) 3, una organización no partidista en formación que organiza el desfile anual y festividades.  La organización busca proporcionar conocimiento acerca del patrimonio y contribuciones de la comunidad Dominicana en USA y en el mundo. La misión del Desfile del Día Dominicano, Inc. es celebrar el riqueza de la cultura dominicana, el folclore y las tradiciones populares.
- Datos: Q5290743
- Multimedia: NYC Dominican Day Parade / Q5290743